# GPC (Rapper)

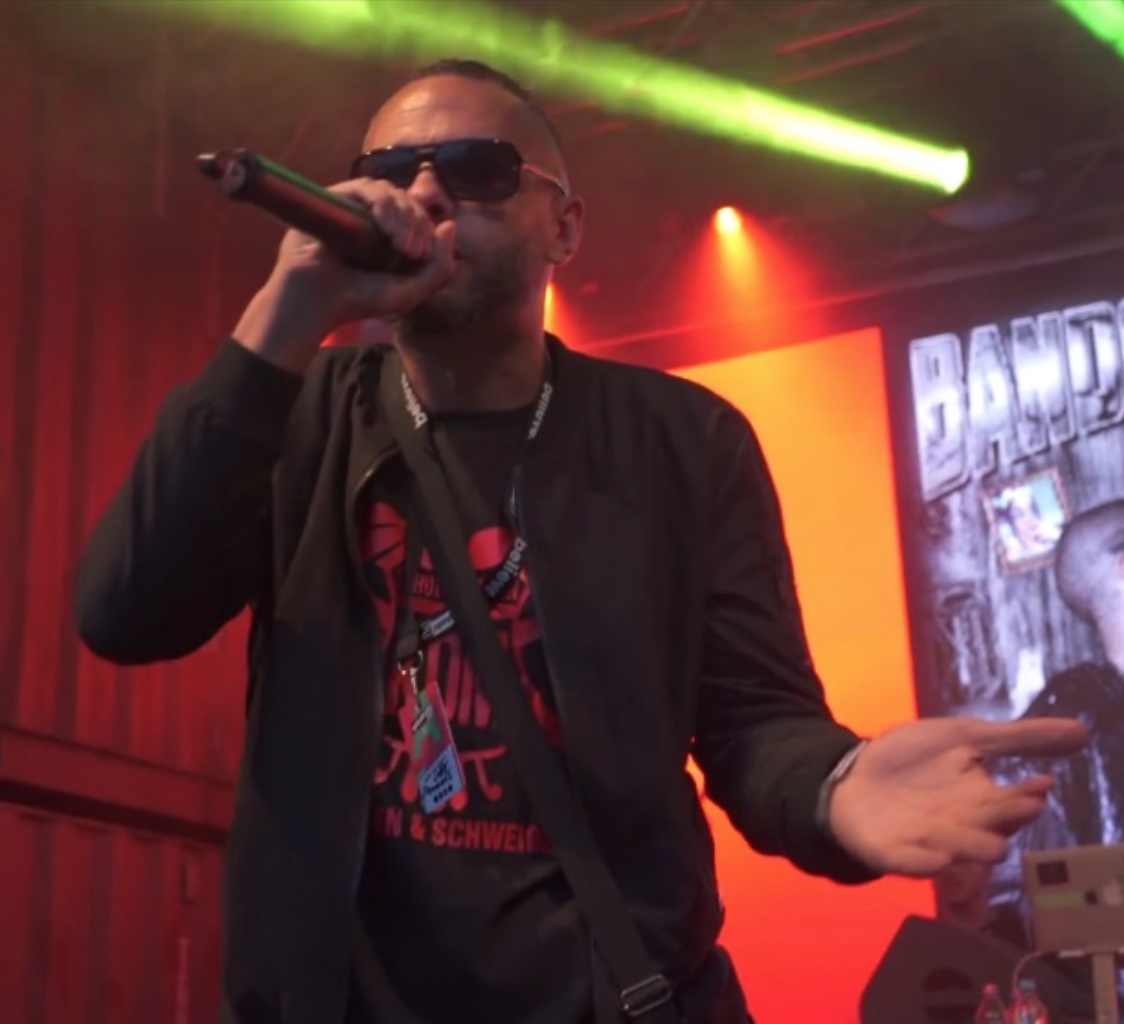
GPC auf dem splash! 2017

GPC (bürgerlich G. Coleman) ist ein Frankfurter Underground-Rapper und Gründer des Labels Mainimperium. Andere Pseudonyme des Künstlers sind Die Mainratte, Gagga, Schneemann und Eros der Bo$$.

## Biografie
GPC trat um 2003 herum zum ersten Mal auf Veröffentlichungen des Berliner Künstlers Kaisaschnitt in Erscheinung. Seine erste Soloveröffentlichung Main Leben wurde 2004 vom Independent-Label Distributionz vertrieben. Das Album wurde von Roulette produziert und beinhaltet Gastbeiträge unter anderem von Kaisaschnitt und King Orgasmus One.
Seit 2007 veröffentlicht GPC seine Musik unter dem eigenen Label Mainimperium. Die Veröffentlichung des 2009 in Zusammenarbeit mit Hirntot Records produzierte Album Rote Augen verzögerte sich infolge einer Beschlagnahmung von Tonträgern durch das SEK Berlin bei einer Hausdurchsuchung wegen Verdacht auf Verstoß gegen das Kriegswaffenkontrollgesetz.
2017 trat GPC als Support von KDM Shey auf dem splash! Festival auf.
Die Hamburger Rapperin Haiyti bezeichnete GPC in einem Interview als "Held im Deutschrap", der Stuttgarter Rapper RIN widmete dem Künstler eine Zeile in seinem Song Blackout.

## Diskografie
Soloalben
- Main Leben (2004)
- Asozialhilfe: Zu Untergrund um Wahr zu sein (2004, inoffizielles Bootleg)
- Auf Chrom ...Mit Stock und Hut (2005)
- Eiszeit (2005, als Schneemann)
- Schneemann ist zurück (2006, als Schneemann)
- Offenbachs Princ (2007)
- Mainratten Mixtape (2008)
- Rote Augen (2009)
- Gagga für die Mädchen (2009)
- Kein Test (2010)
- Harztape II (2010)
- Cracktape - Live vom Hauptbahnhof (2011)
- Audio Welt (2011)
- Die Mainratte (2012)
- Ab 18 (2012)
- Redröm (2013)
- Grooob!!! (2014)
- Grob sei Dank (2018)
- Zimmer 304 (2019)
- Couch Weiss (2021)
- Gagga bleibt nasty (2022)
- Grobian (2023)

Kollaborationen
- Fetish Solo & GPC - Highway to Hell (2013)
- GPC & DOP - Dauerschleife (2015)
- GPC, Donvtello, KDM Shey - Räuber oder Koch (2018)
- KDM Shey & GPC - Kein Filter (2021)[6]